# 佐藤遼
佐藤遼（さとう りょう、1980年8月13日 - ）は、日本の俳優、元ラジオパーソナリティ、元リポーター。京都府京都市出身。アクティブハカタ所属していた。

## 略歴
京都市右京区出身。
株式会社ビーインググループに属する大阪の大手レコード会社GIZA Studioにて師事。大阪・心斎橋を中心に活動。その後2013年より橋本環奈などが在籍した福岡のプロダクションアクティブハカタに所属し、リポート、CMなどで活躍。
特技はピアノでの童謡の弾き語り。双子で弟がおり、その下に妹・弟もいる。
2016年より演劇ユニット「プレイ、ディス、コーティング」を結成し同年8月に舞台公演を行なった。
2017年8月より2018年7月まで福岡市中央区天神にあるラジオ局、COMI×TENにてラジオパーソナリティを担当していた。

## 出演

### ドラマ
- お家さん（2014年5月9日、読売テレビ）
- TBS月曜名作劇場「女取調官4」（2016年7月25日、TBS） - 板橋両二 役
- 福岡恋愛白書12 センセイとワタシ（2017年3月、KBC九州朝日放送）
- 君の足音に恋をした（2022年3月23日、NHK BSプレミアム）

### ラジオドラマ
- FMシアター（NHK-FM）
  - 「弾け！はじけろ！そろばん甲子園」（2015年7月11日）[8]
  - 『ふしぎの国のハイサイ食堂』（2021年5月15日）[9] - 具志堅 役

### ラジオ
- 夢気力Radio（2017年8月 - 2018年7月、COMI×TEN）- メインパーソナリティ

### テレビ
- 市民が主役！「ふくおかまいCOM」（2014年11月〜出演中、J:COM福岡）- キャスター、リポーター
- タマリバ（2012年4月 - 2013年9月、テレビ西日本）
- 土曜の夜は！おとななテレビ（TVQ九州放送）
- 土曜もアサデス。（KBC）
- 今日感テレビ（RKB毎日放送）
- 坂上どうぶつ王国（フジテレビ）
- モニタリング（TBS）

### 映画
- 黒執事（2014年1月18日公開）
- 劇場版　仮面ライダービルド Be The One（2018年8月4日公開）

### ナレーション
- めんたいぴりり(テレビ西日本）
- ケーブルステーション福岡
- モアしものせき

### スチル
- 日本ガス
- Panasonic
- みろくや
- ほっともっと
- 健康づくりフェスタ2016
- 西部ガス

### CM
- 福岡ソフトバンクホークス
- オタフクソース
- NTT西日本 保育の未来篇 - 高野篤 役
- JAバンク鹿児島
- MJR鹿児島中央
- 全日本不動産協会
- 九州マツダ
- MJRプレシャスガーデン
- JR西日本
- やよい軒
- 西日本鉄道
- イオンモール八幡東
- 大英産業
- 日本ガス
- キリンビバレッジ「FIRE」
- 日本ケアフィットサービス
- 都市開発
- au インフォマーシャル
- 八鹿酒造
- イオン九州
- もつ鍋おおやま
- ベスト電器
- 十八銀行
- Cygames
- スターフライヤー
- 清香園
- くばら　あごだしつゆ
- コカ・コーラ「ジョージア」
- サムティ不動産
- キャリアジャレッジジャパン
- 長崎ケーブルメディア
- ファディ

### 舞台
- 広くてすてきな宇宙じゃないか（2014年9月、博多リバレインホール)
- プレイ、ディス、コーティング＃1「空合い」（2016年8月、博多リバレインホール）
- 坂の上の家（2017年4月、博多リバレインホール）

### コーラス（GIZA Studio時代）
- 君と今日のことを一生忘れない（ZARD)
- 夏を待つセイル（帆）のように（ZARD）
- 雨が降り出す前に（ZARD）
- 時間の翼（ZARD）
- The Only Truth I Know Is You（ZARD）
- 見えないストーリー（岸本早未）
- START（愛内里菜）
- Dream×Dream（愛内里菜）